# Tunga (Leyte)
Tunga ist die kleinste philippinische Stadtgemeinde in der Provinz Leyte auf der Insel Leyte. Sie hat 7584 Einwohner (Zensus 1. August 2015), die in 8 Barangays leben. Die Gemeinde wird als teilweise urban beschrieben und gehört zur sechsten Einkommensklasse der Gemeinden auf den Philippinen. Ihre Nachbargemeinden sind Carigara im Nordwesten, Barugo im Norden und Jaro im Süden.

## Baranggays
- Astorga (Barrio Upat)
- Balire
- Banawang
- San Antonio (Poblacion)
- San Pedro (Poblacion)
- San Roque (Poblacion)
- San Vicente (Poblacion)
- Sto. Niño (Poblacion)